# Abbazia di Sant'Elena
L'abbazia di Sant'Elena sorge nella frazione di Sasso (comune di Serra San Quirico), in provincia di Ancona e nell'arcidiocesi di Camerino-San Severino Marche.
È una delle più antiche ed importanti abbazie della Vallesina, in una zona circondata dal verde e da dolci colline puntellate di antichi paesi medievali, i Castelli di Jesi.

## Storia e descrizione

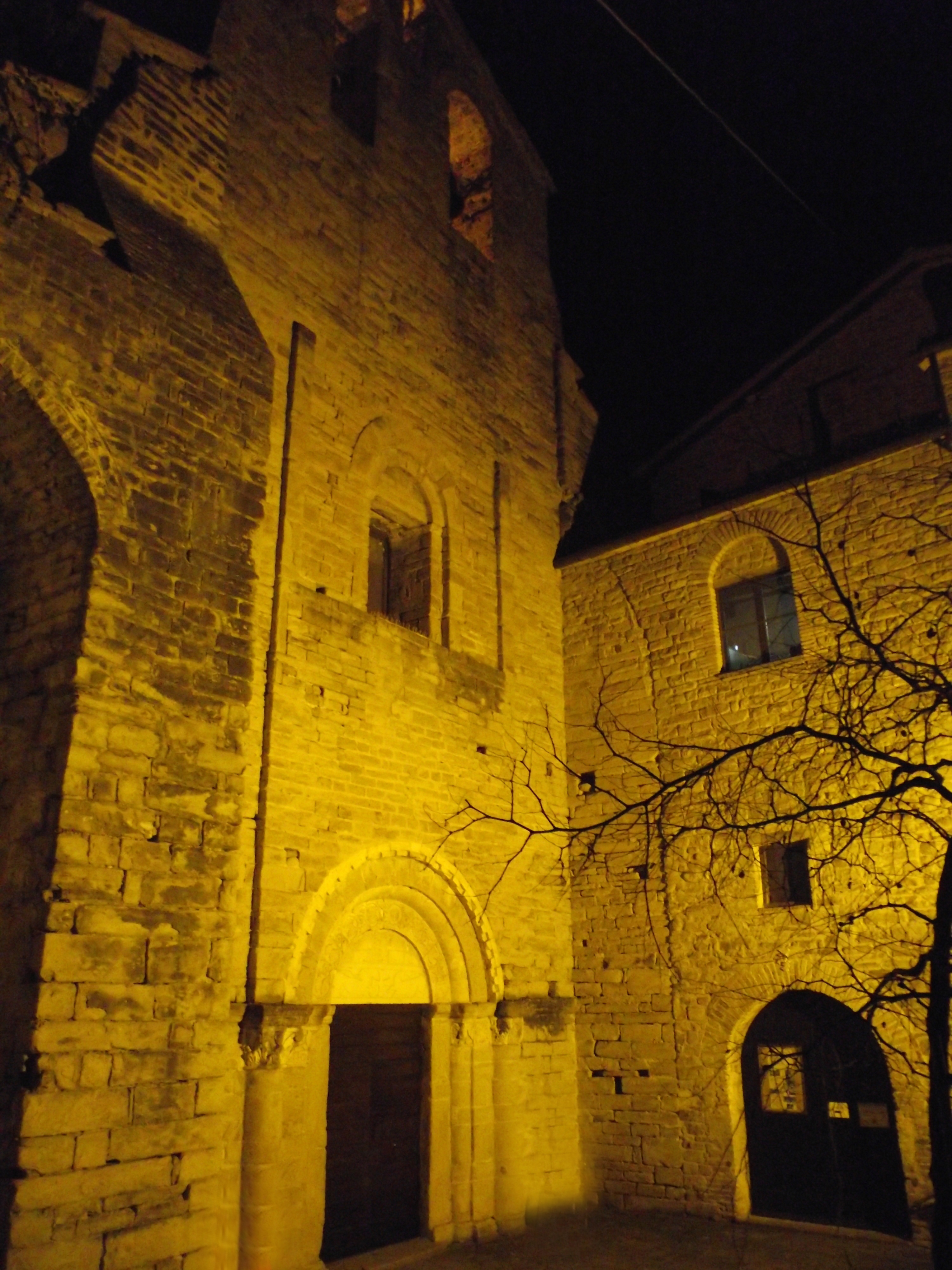
La facciata della chiesa.

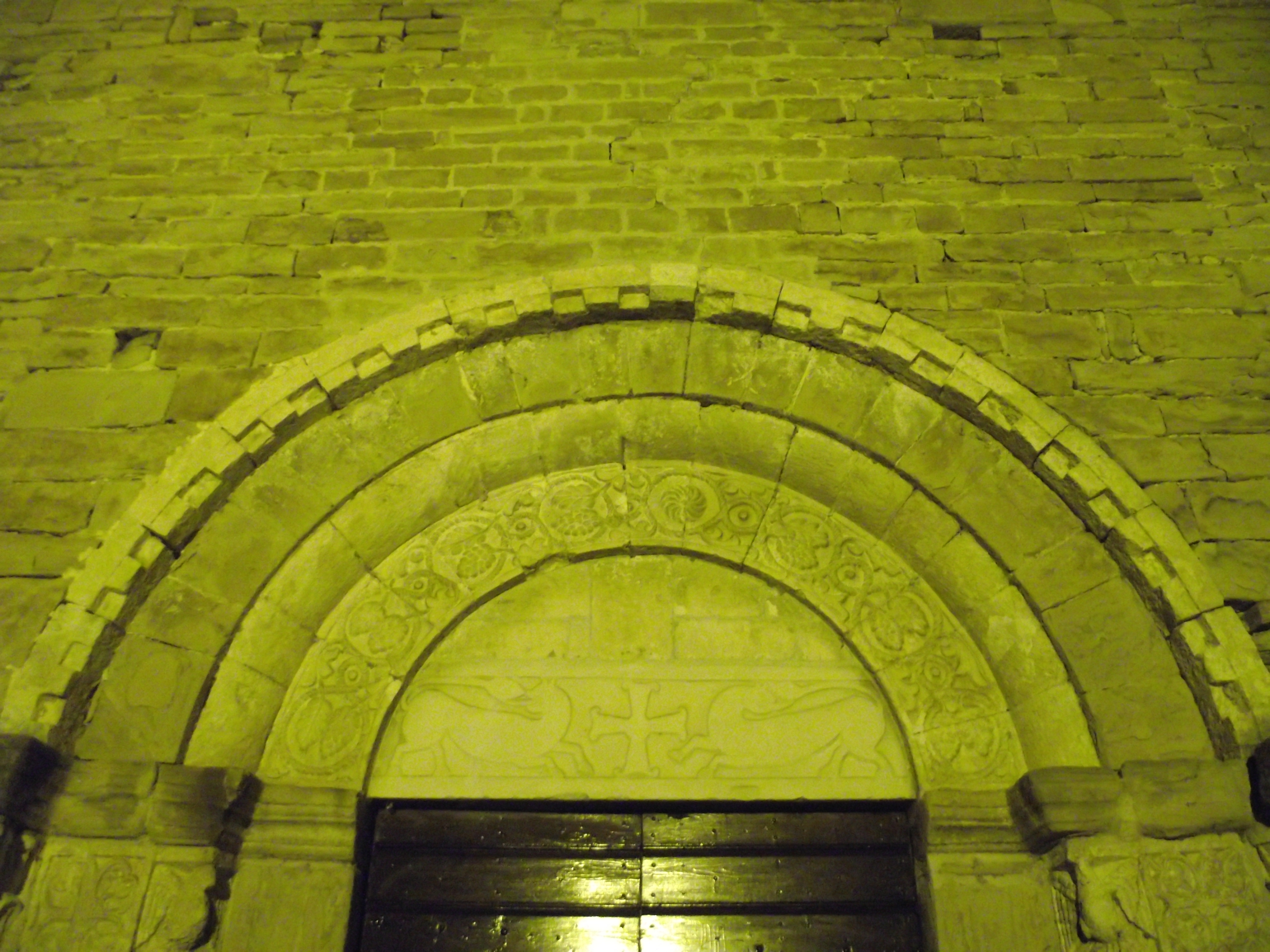
Il portale.

Gli storici attribuiscono la fondazione della prima abbazia benedettina fra il 1005 e il 1009 ad opera di San Romualdo, monaco e missionario ravennate. Apparentemente sul luogo sorgeva già una piccola chiesa.
I primi documenti scritti si hanno nel 1180, quando passò alla Congregazione camaldolese e la chiesa venne radicalmente ricostruita. Fu consacrata nel 1212, come scritto su una lapide. Fu abbazia florida e autonoma, tanto che nel XII secolo raggiunse un'importanza di prim'ordine nell'aspetto religioso, politico e sociale della Vallesina. Fra le proprietà dell'abbazia si contavano circa una sessantina di edifici, fra chiese, castelli e ville, disseminati nei dintorni fino ai territori di Camerino, Senigallia e Osimo. L'abate ne era l'autorità religiosa e civile, con diritto di vita e di morte.
Con la conquista del Comune di Serra San Quirico, nel 1231, anche l'abbazia e le sue proprietà, vennero annesse alla potente e vicina Jesi, capitale della piccola Respublica Aesina.
Nel corso del Duecento, durante la lotta per la supremazia sulla Marca d'Ancona fra Federico II di Svevia e il Papato, anche i monaci di Sant'Elena si schierarono come Jesi dalla parte dell'Imperatore nonostante quest'ultimo fosse già stato scomunicato da papa Gregorio IX.
Nel 1447, con la presa definitiva di Jesi e dei suoi Castelli da parte del papa, ebbe inizio la decadenza dell'abbazia di Sant'Elena.
Il papa Innocenzo VIII la sottrasse alla Congregazione camaldolese nominando un Abate commendatario, il cardinale Giovanni Colonna.
Il 6 aprile 1816, l'ultimo abate commendatario di Sant'Elena, cedette in enfiteusi l'abbazia con tutti i beni annessi alla famiglia Pianesi, che ne divenne in seguito la legittima proprietaria.

## Descrizione

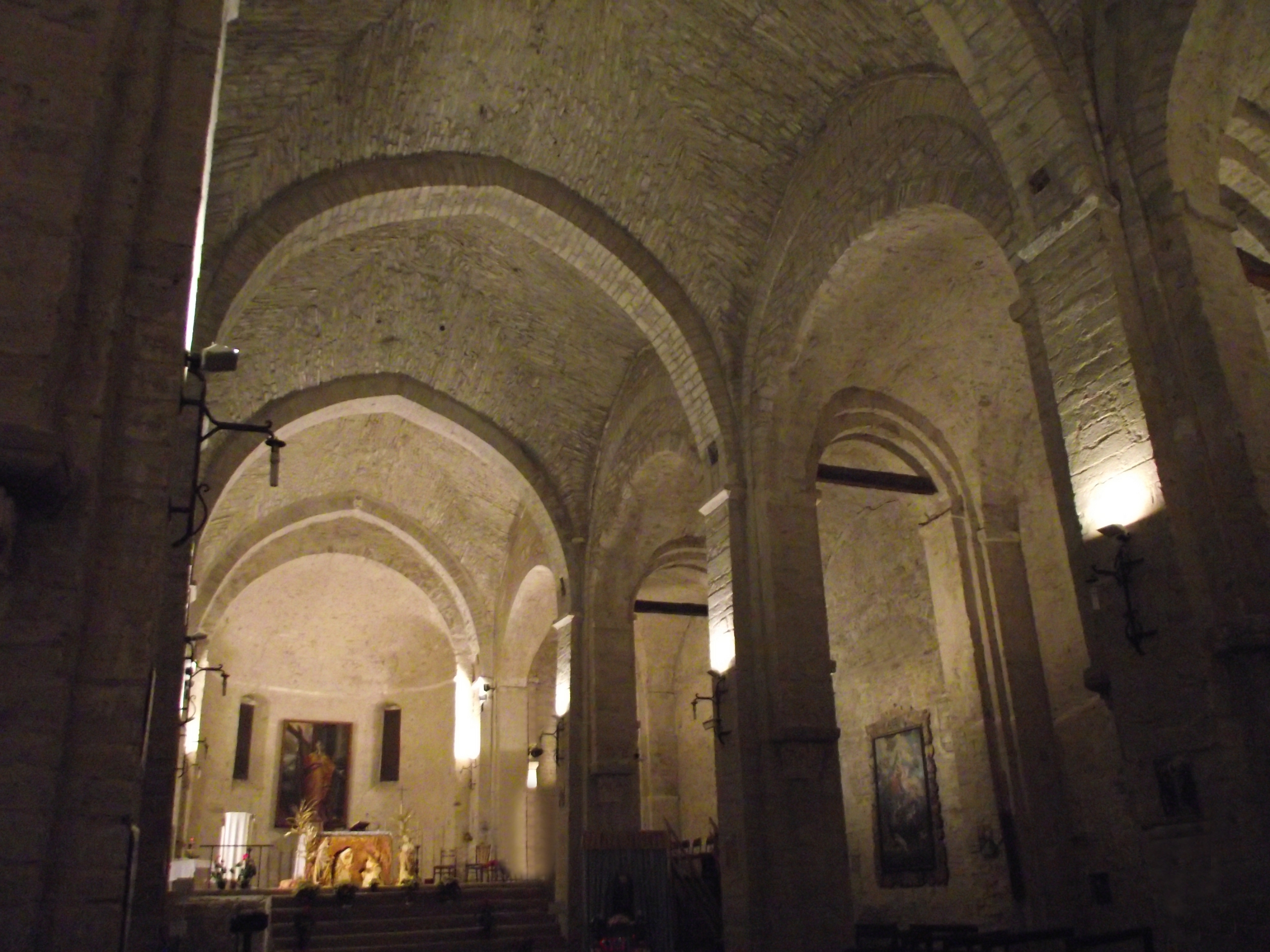
La navata centrale.

L'abbazia di Sant'Elena si presenta come una costruzione romanico-gotica dalla massa serrata e fortificata. Venne realizzata in pietra a partire dalla fine del XII secolo, utilizzando materiale di recupero dal precedente edificio eretto da San Romualdo.
La semplice facciata della chiesa, coronata da un campanile a vela, è incentrata sul portale d'ingresso di stile romanico ma con influssi ora gotici, ora bizantini. Si compone di quattro archi a tutto sesto concentrici, poggianti su semicolonne e paraste dai capitelli a rilievi. Nella lunetta sta il bassorilievo raffigurante una croce greca gemmata fra due leoni, a simboleggiare la sconfitta delle forze del male.
All'interno la chiesa presenta una pianta basilicale, divisa in tre navate da possenti pilastri quadrati compositi che reggono grandi arconi ogivali. Spiccano i bei capitelli scolpiti delle semicolonne addossate ai pilastri che rimandano al repertorio zoomorfo e geometrico del XII secolo, fra cui si distinguono draghi, leoni e sirene. Il presbiterio, sopraelevato sulla cripta, conserva nella conca absidale la tela che raffigura Sant'Elena e la Croce, opera del Pomarancio (Cristoforo Roncalli).
La cripta, divisa in sette navate, venne ricostruita nel 1925 in maniera semplificata, in base alle poche tracce superstiti. Vi si conservano quattro bei capitelli dell'XI secolo.
Nel vecchio monastero sono delle sale dalle volte in laterizi, ora a botte e ora a crociera, con pareti in pietra. Fra esse la più antica risale all'XI secolo. Apparentemente costituiva il primo insediamento dell'abbazia.

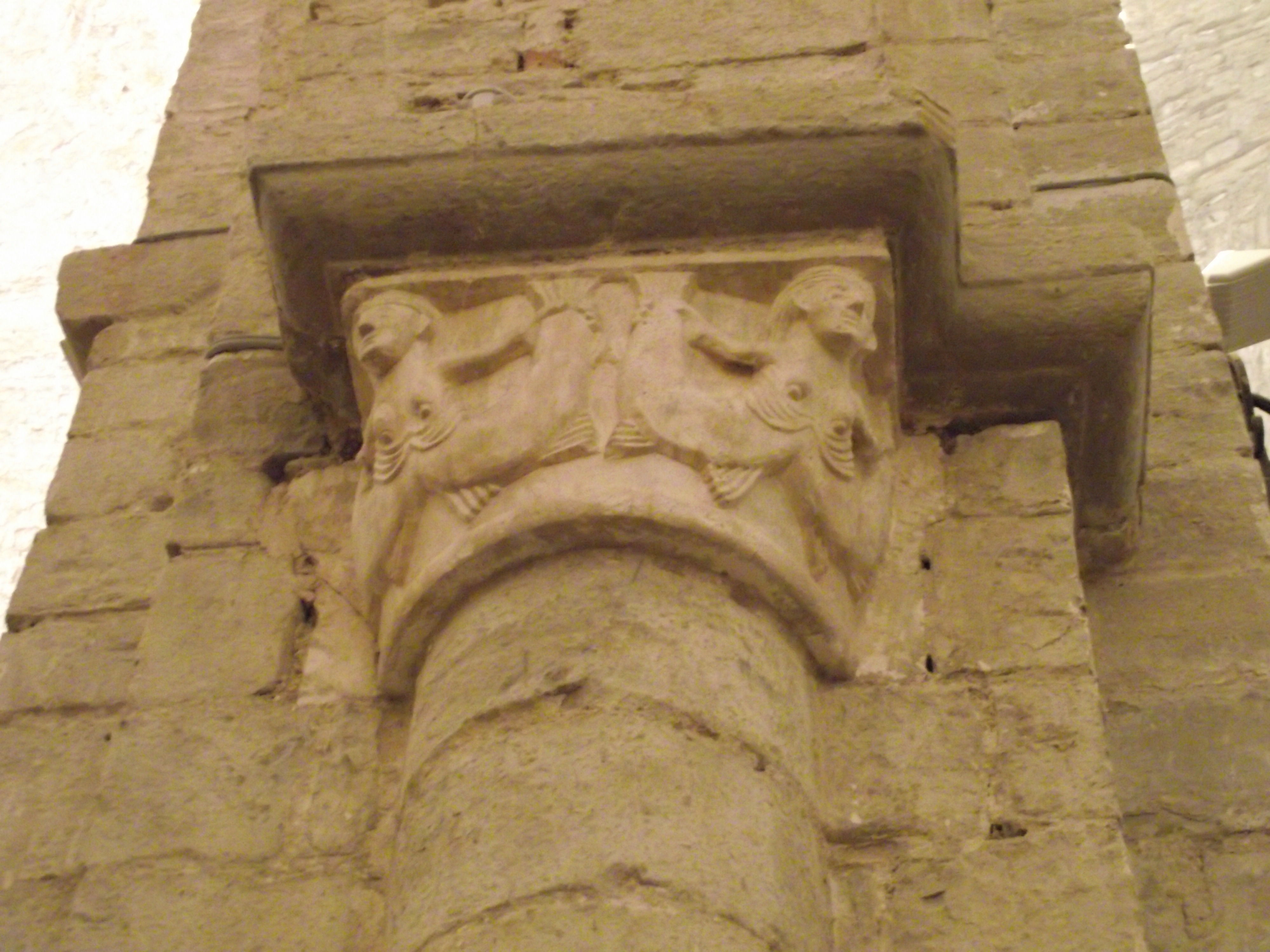
I capitelli del XII secolo.
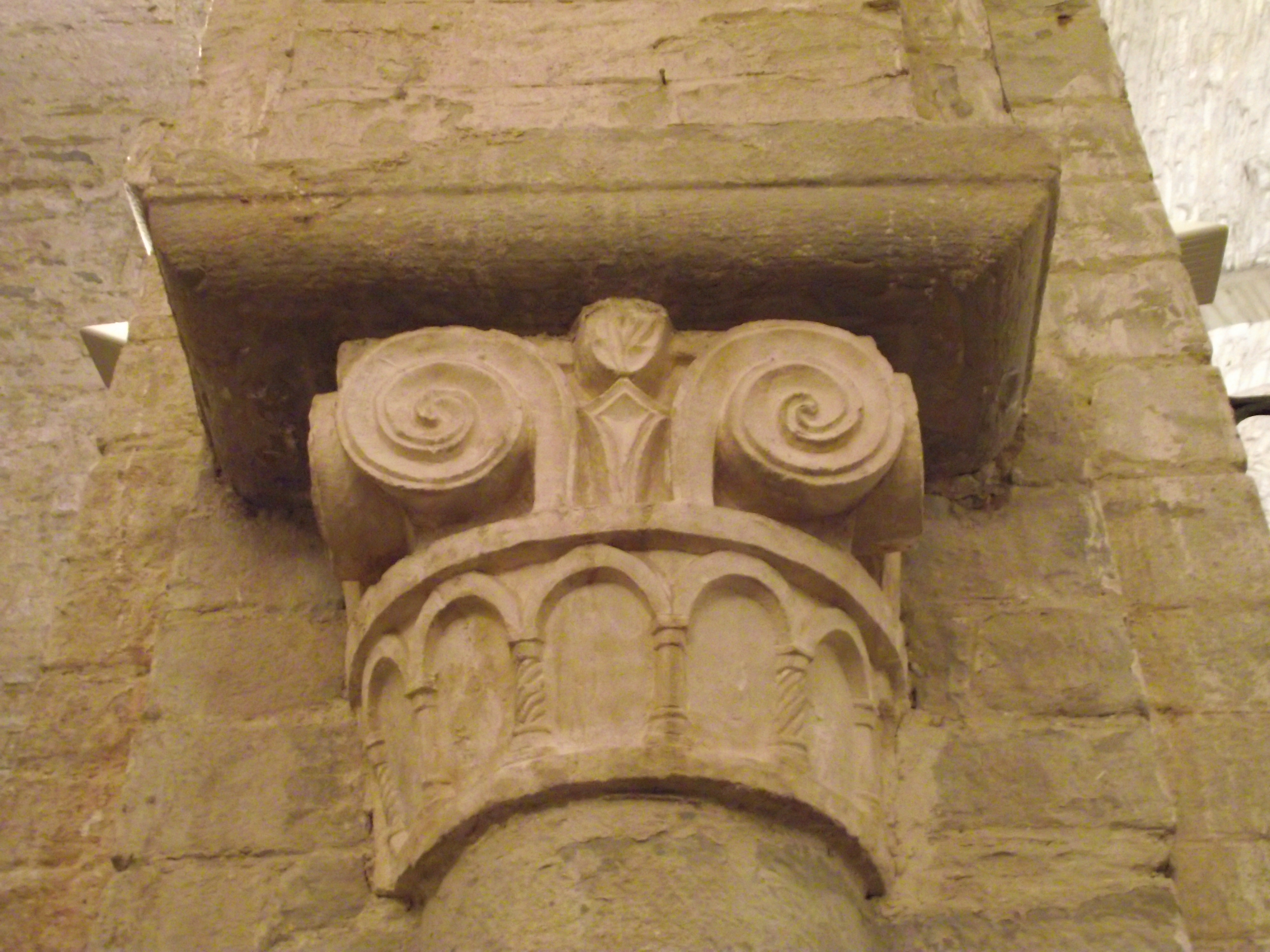
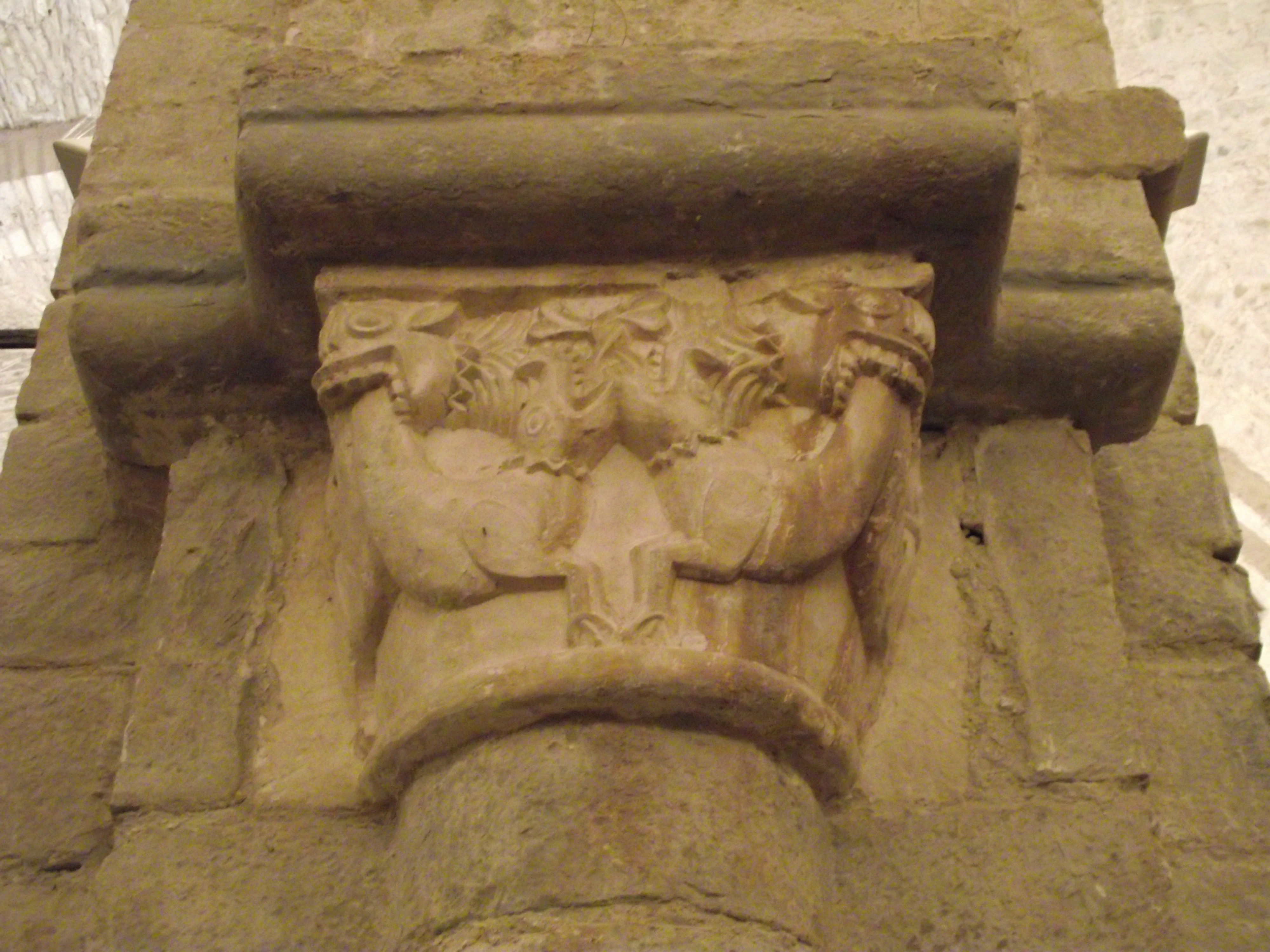